# Aleksander Wat
Aleksander Wat, właściwie Aleksander Chwat (ur. 1 maja 1900 w Warszawie, zm. 29 lipca 1967 w Antony) – polski pisarz i poeta pochodzenia żydowskiego. Tłumacz literatury anglosaskiej, francuskiej, niemieckiej, rosyjskiej i radzieckiej. Współtworzył polski futuryzm – w 1919 współaranżował „pierwszy polski występ futurystyczny”.

## Życiorys
Jego ojcem był Mendel Michał Chwat, erudyta, chasyd, a matką Rozalia z Kronsilberów. W latach 1911–1914 uczył się w rosyjskim gimnazjum rządowym, potem w Gimnazjum Jakuba Finkla, a następnie, wraz z Anatolem Sternem, w Gimnazjum Rocha Kowalskiego, gdzie w 1918 zdał maturę. Zaraz po maturze podjął zamiar udania się do Rosji, aby wspomóc rewolucję, do czego jednak nie doszło. Studiował na Wydziale Filozoficznym Uniwersytetu Warszawskiego w latach 1918–1920 i 1920–1926, gdzie znajdował się pod dużym wpływem profesora Tadeusza Kotarbińskiego.
W czasie studiów związał się z poetami z kręgu futuryzmu dadaizującego, w tym roku ukazał się poemat prozą JA z jednej strony i JA z drugiej strony mego mopsożelaznego piecyka. W czasie wojny z bolszewikami wstąpił ochotniczo do wojska, pomimo otwarcie pacyfistycznych poglądów. Nie wziął udziału w walkach, stacjonował w Ostrowie Wielkopolskim (wraz z Jarosławem Iwaszkiewiczem). W latach 1921–1922 był redaktorem czasopisma „Nowa Sztuka”, a w latach 1924–1925 „Almanachu Nowej Sztuki”. W 1924 wstąpił do Związku Literatów Polskich, w 1926 przebywał w Paryżu. W tym samym roku ukazało się jego opowiadanie Żyd Wieczny Tułacz, a także zbiór opowiadań Bezrobotny Lucyfer. Poznał się wówczas z Andrzejem Stawarem – znajomość ta zapoczątkowuje okres fascynacji marksizmem w życiu Wata. Na początku następnego roku, 27 stycznia, ożenił się z Pauliną Lew, nazywaną Olą.
Wydawnictwo Rój publikowało jego przekłady dzieł m.in. Henryka Manna, Ilji Erenburga i Fiodora Dostojewskiego. W 1928 z okazji dziesiątej rocznicy odzyskania przez Polskę niepodległości razem z Leonem Schillerem i Władysławem Daszewskim zorganizował widowisko sceniczne pod tytułem Polityka społeczna oparte na autentycznych materiałach krytyczych wobec stosunków panujących w fabrykach i polityki społecznej. W 1929 został redaktorem „Miesięcznika Literackiego” i kierownikiem Spółdzielni Wydawniczej „Tom”. „Miesięcznik Literacki” był pismem literacko-politycznym, głosem środowiska marksistowskich pisarzy i poetów, do których, oprócz Wata, zaliczali się: Władysław Broniewski, Stanisław Stande, Andrzej Stawar, Władysław Daszewski, Henryk Drzewiecki, Witold Wandurski, Jan Hempel, Bruno Jasieński i Leon Schiller. Pismo ukazywało się do lipca 1931, jego żywot zakończyło aresztowanie części zespołu, w tym Wata, 10 września 1931. Spędził w więzieniu ponad 3 miesiące, na początku przy ul. Dzielnej, potem na Mokotowie. Kilka tygodni przed aresztowaniem, 23 lipca 1931, urodził się jego jedyny syn Andrzej. Po wyjściu z więzienia i nieudanych próbach reaktywowania pisma rozpoczął pracę, jako kierownik literacki, w wydawnictwie Gebethner i Wolff.
Tuż przed wojną, w maju 1939, znalazł się na liście osób przeznaczonych do osadzenia w Berezie Kartuskiej. Po wybuchu wojny uciekł wraz z rodziną z Warszawy do Lwowa, gdzie w październiku rozpoczął pracę w „Czerwonym Sztandarze”. Wraz z Tadeuszem Boyem-Żeleńskim, Władysławem Broniewskim, Aleksandrem Danem, Haliną Górską i Wandą Wasilewską wszedł do władz Komitetu Organizacyjnego Pisarzy Lwowskich, powołanego 13 października. Sześć dni później – 19 października – wyłoniono Komitet Organizacyjny Pisarzy Zachodniej Ukrainy, w którego skład wszedł Wat. 19 listopada 1939 podpisał oświadczenie pisarzy polskich witające przyłączenie Zachodniej Ukrainy do Ukrainy Radzieckiej. W styczniu 1940 został aresztowany wraz z Władysławem Broniewskim, Tadeuszem Peiperem i Anatolem Sternem we Lwowie przez NKWD w zorganizowanej prowokacji. Wkrótce w „Czerwonym Sztandarze” ukazał się artykuł Zgnieść gadzinę nacjonalistyczną, uzasadniający aresztowanie pisarzy.
Więziono go do 20 listopada 1941 we Lwowie, w Kijowie, na Łubiance i w Saratowie, następnie zesłano do Kazachstanu. W Ałmaty odnalazł żonę i syna Andrzeja. Był następnie delegatem regionalnym Rządu RP, odmówił przyjęcia obywatelstwa radzieckiego. Do Polski wrócił w 1946, staraniem głównie Adama Ważyka. Od czasu pobytu na Łubiance pozbawiony sympatii do komunizmu.
W latach 1946–1948 pracował jako redaktor naczelny Państwowego Instytutu Wydawniczego (PIW), od grudnia 1947 zasiadał w zarządzie polskiego PEN Clubu. Publikował w „Kuźnicy”, „Odrodzeniu” i „Twórczości”. W okresie stalinowskim zaprzestał aktywnej działalności literackiej. W 1953 zapadł na ciężką chorobę zespół opuszkowy Wallenberga, którą leczył w Szwecji i południowej Francji. W 1957 opublikował tom Wiersze, za który otrzymał nagrodę „Nowej Kultury”. Kolejny tom Wiersze śródziemnomorskie wydał już na Zachodzie. Kilkanaście miesięcy pracował we Włoszech jako redaktor polskiej serii w mediolańskim wydawnictwie Umberta Silvy. W latach 1961–1963 przebywał we Francji, w Paryżu i Cabris. W 1964 objął posadę asystenta w Center for Slavic and East European Studies na Uniwersytecie Berkeley. Wtedy udzielił Czesławowi Miłoszowi serii biograficznych wywiadów, które ukazały się jako Mój wiek. W następnym roku powrócił do Francji, w celach terapeutycznych wyjeżdżał na Majorkę, gdzie napisał ostatni tom wierszy Ciemne świecidło. Przez cały ten okres nękały go ostre bóle głowy. Z ich powodu popełnił samobójstwo poprzez przedawkowanie leków przeciwbólowych. Został pochowany na cmentarzu Les Champeaux w Montmorency.
Siostrą Aleksandra Wata była aktorka dramatyczna Seweryna Broniszówna.
O losach Aleksandra, Oli i Andrzeja Watów w czasie okupacji radzieckiej Lwowa i na zesłaniu do Kazachstanu opowiada film Wszystko co najważniejsze... (1992) Roberta Glińskiego, powstały na podstawie opublikowanych w 1984 pod tym samym tytułem wspomnień Oli Watowej. Watowi poświęcona jest piosenka Aleksander Wat (1987) Jacka Kaczmarskiego.

## Nagrody
- 1957 – nagroda tygodnika „Nowa Kultura”

## Twórczość

### Publikacje książkowe
- JA z jednej strony i JA z drugiej strony mego mopsożelaznego piecyka, Warszawa: Bronisława Skra-Kamińska, 1919 (z datą 1920) [proza poetycka]
- Gga. Pierwszy polski almanach poezji futurystycznej. Dwumiesięcznik prymitywistów, Warszawa 1920
- Bezrobotny Lucyfer. Opowieści, Warszawa: Księgarnia F. Hoesicka, 1926 (z data 1927)
- Wiersze, Kraków: Wydawnictwo Literackie, 1957
- Bezrobotny Lucyfer, Warszawa: Czytelnik, 1960
- Wiersze śródziemnomorskie, Warszawa: Państwowy Instytut Wydawniczy, 1962
- Ciemne świecidło, Paryż: Libella, 1968
- Mój wiek. Pamiętnik mówiony, Londyn: Polonia Book Fund, 1977
- Ewokacja, Kraków: Wydawnictwo Kos, 1981 [eseje]
- Mój wiek. Pamiętnik mówiony, Londyn: Polonia Book Fund, 1981
- Semantyka języka stalinowskiego, Poznań: NZS, 1980
- Świat na haku i pod kluczem. Eseje, Londyn: Polonia, 1985
- Dziennik bez samogłosek, Londyn: Polonia, 1986; Warszawa
- Pisma wybrane, Warszawa: Oficyna Wydawnicza, 1986
- Rapsodie polityczne. Eseje, Warszawa: Wrocław: Wers, 1987
- Świat na haku i pod kluczem. Eseje, Kraków: Wydawnictwo -x-, 1988
- Ucieczka Lota. Proza, Londyn: Polonia, 1988
- Wiersze wybrane, Warszawa: Państwowy Instytut Wydawniczy, 1988
- Ucieczka Lotha. Proza, Warszawa: Oficyna Wydawnicza „Margines”, 1989
- Dziennik bez samogłosek, Warszawa: Czytelnik, 1990
- Świat na haku i pod kluczem. Eseje, Warszawa: Czytelnik, 1991
- Poezje zebrane, Kraków: Znak, 1992
- Bezrobotny Lucyfer i inne opowieści, Warszawa: Czytelnik, 1993 [opowiadania]
- Ucieczka Lotha, Warszawa: Czytelnik, 1996
- Poezje, Warszawa: Czytelnik, 1997 (Pisma zebrane, t. 1)
- Mój wiek. Pamiętnik mówiony, Warszawa: Czytelnik, 1998 (Pisma zebrane, t. 2)
- Kobiety z Monte Olivetto. Dramat w trzech aktach, pięciu odsłonach, Warszawa: Biblioteka Narodowa, 2000
- Żyd Wieczny Tułacz, Lublin: Wydawnictwo Uniwersytetu Marii Curie-Skłodowskiej, 2000 [opowiadania]
- Dziennik bez samogłosek, Warszawa: Czytelnik, 2001 (Pisma zebrane, t. 3)
- Korespondencja, cz. 1–2, Warszawa: Czytelnik, 2005 (Pisma zebrane, t. 4)
- Publicystyka, Warszawa: Czytelnik, 2008 (Pisma zebrane, t. 5.)
- Wiersze śródziemnomorskie; Ciemne świecidło, Gdańsk: Wydawnictwo Słowo/Obraz Terytoria, 2008
- Wybór wierszy, Wrocław: Zakład Narodowy im. Ossolińskich, 2008
- Bezrobotny Lucyfer. Opowieści, Warszawa: Fundacja Zeszytów Literackich; Kraków: Wydawnictwo Austeria, 2009
- Mój wiek. Pamiętnik mówiony, t. 1–2, Kraków: Universitas, 2011
- Notatniki, Warszawa: Instytut Badań Literackich PAN; Katowice: Uniwersytet Śląski, 2015

### Przekłady poezji na języki obce
- Mediterranean poems, Ann Arbor: Ardis, 1977
- Bokslut, Stockholm: Modernista, 2006
- Lume oscuro, Roma: Lithos, 2006
- Lucifer au chômage précédé de Moi d’un côté et moi de l’autre côté de mon bichon poêle en fonte, Lausanne: Edition l’Age d’Homme, 2012

### Tłumaczenia na język polski
Przekłady opisane są według pierwszych wydań.
| - Pierre Benoit, Aksela, Rój, Warszawa 30. - Georges Bernanos, Pod słońcem szatana, Rój, Warszawa 1928. - Laurids Waldemar Bruun, Białe noce, Rój, Warszawa 1927. - Anton Czechow, Dzieła, Czytelnik, Warszawa 1956. - Fiodor Dostojewski, Bracia Karamazow, Rój, Warszawa 1928. - Henry Mazuel-Dupuy, Gracz w szachy, Rój, Warszawa 1927. - Ilja Erenburg, Dzień wtóry, Rój, Warszawa 1935. - Ilja Erenburg, Ewokacja, Rój, Warszawa 1932. - Ilja Erenburg, Trzynaście fajek, Rój, Warszawa 1927. - Arkady Gajdar, Błękitna filiżanka i inne opowiadania, Nasza Księgarnia, Warszawa 1955. - Arkady Gajdar, Czuk i Hek i inne opowiadania, Nasza Księgarnia, Warszawa 1952. - Arkady Gajdar, Dalekie kraje. Tajemnica wojskowa, Nasza Księgarnia, Warszawa 1954. - Arkady Gajdar, Dzieła, Nasza Księgarnia, Warszawa 1951. - Arkady Gajdar, Los dobosza, Nasza Księgarnia, Warszawa 1954. - Arkady Gajdar, Niech świeci, Nasza Księgarnia, Warszawa 1955. - Arkady Gajdar, Timur i jego drużyna, Nasza Księgarnia, Warszawa 1952. - Ernst Glaeser, Rocznik 1902, Rój, Warszawa 30. - Maksym Gorki, Wassa Żeleznowa, PIW, Warszawa 1951. |  | - O. Henry, 830 dolarów, Rój, Warszawa 1929. - O. Henry, Bluff, Jakub Mortkowicz, Warszawa 1927. - O. Henry, Opowieści, Rój, Warszawa 1927. - O. Henry, Ostatni liść, Książka i Wiedza, Warszawa 50. - O. Henry, Romans na promie, Rój, Warszawa 1927. - O. Henry, Szlachetny farmazon, Rój, Warszawa 1928. - Panait Istrati, Rzeź na pustyni, Biblion, Warszawa 30. - Rudolf Leonhard, Śmierć Donkiszota, Wydawnictwo MON, Warszawa 1956. - Anton Makarenko, Chorągwie na wieżach, Nasz Księgarnia, Warszawa 1954. - Heinrich Mann, Młodość króla Henryka IV, Książka i Wiedza, Warszawa 1949. - Multatuli, Maks Havelaar, Książka i Wiedza, Warszawa 1949. - Aleksandr Ostrowski, Panna bez posagu, PIW, Warszawa 1954. - Tursun Parda, Nauczyciel, Nasza Księgarnia, Warszawa 1955. - Joseph Roth, Fałszywa waga, PIW, Warszawa 1961. - Wiktor Rozow, Stronica życia, Czytelnik, Warszawa 1956. - Lew Tołstoj, Anna Karenina, Rój, Warszawa 1928. - Jakob Wassermann, Krzysztof Kolumb. Don Kichot oceanu, Jakub Mortkowicz, Warszawa-Kraków 1931. |

## Publikacje książkowe o życiu i twórczości Wata
- Conio Gérard, Aleksander Wat et le diable dans l’histoire, Lausanne: L’Age d’Homme, 1989
- Łukaszuk Małgorzata, ... I w kołysankę już przemieniony płacz... Obiit ... Natus est w poezji Aleksandra Wata, Londyn: Kontra, 1989
- Dziechcińska Hanna, Aleksander Wat, Gustaw Herling-Grudziński, Warszawa: Instytut Badań Literackich PAN, 1992
- Pamięć głosów. O twórczości Aleksandra Wata. Studia, red. Wojciech Ligęza, Kraków: Universitas, 1992
- Traczyńska Jolanta, Aleksander Wat 1900–1967 (zestaw bibliograficzny), Łódź: Wojewódzka i Miejska Biblioteka Publiczna im. Marszałka Józefa Piłsudskiego, 1992
- Venclova Thomas, Aleksander Wat. Obrazoburca, Kraków: Wydawnictwo Literackie, 1997
- Borowski Jarosław, „Między bluźniercą a wyznawcą”. Doświadczenie sacrum w poezji Aleksandra Wata, Lublin: Towarzystwo Naukowe Katolickiego Uniwersytetu Lubelskiego, 1998
- Januszkiewicz Michał, Tropami egzystencjalizmu w literaturze polskiej XX wieku. O prozie Aleksandra Wata, Stanisława Dygata i Edwarda Stachury, Poznań: Redakcja Serii „Poznańskie Studia Polonistyczne”, 1998
- Dziadek Adam, Rytm i podmiot w liryce Jarosława Iwaszkiewicza i Aleksandra Wata, Katowice: Wydawnictwo Uniwersytetu Śląskiego, 1999
- Olejniczak Józef, W-Tajemniczanie – Aleksander Wat, Katowice: Wydawnictwo Uniwersytetu Śląskiego, 1999
- Szkice o poezji Aleksandra Wata, red. Jacek Brzozowski, Krystyna Pietrych, Warszawa: Wydawnictwo Instytutu Badań Literackich Polskiej Akademii Nauk, 1999
- Molęda Edyta, Mowa cierpienia. Interpretacja poezji Aleksandra Wata, Kraków: Universitas, 2001
- W „antykwariacie anielskich ekstrawagancji”. O twórczości Aleksandra Wata, red. Jarosław Borowski, Władysław Panas, Lublin: Wyd. KUL, 2002
- Pyzik Tomasz, Predestynacja w twórczości Aleksandra Wata, Gliwice: Gliwickie Towarzystwo Szkolne im. Janusza Korczaka, 2004
- Żurek Sławomir Jacek, Synowie księżyca. Zapisy poetyckie Aleksandra Wata i Henryka Grynberga w świetle tradycji i teologii żydowskiej, Lublin: Wyd. KUL, 2004
- Siwiec Marek K., Los, zło, tajemnica. Ku twórczym źródłom poezji Aleksandra Wata i Czesława Miłosza, Bydgoszcz: Wydawnictwo Akademii Bydgoskiej im. Kazimierza Wielkiego, 2005
- Baniecka Ewa, Poezja a projekt egzystencji. W kręgu postaw i tożsamościowych dylematów w twórczości Aleksandra Wata, Gdańsk: Wydawnictwo Słowo/Obraz Terytoria, 2008
- Rojek Przemysław, „Historia zamącana autobiografią”. Zagadnienie tożsamości narracyjnej w odniesieniu do powojennej liryki Aleksandra Wata, Kraków: Towarzystwo Autorów i Wydawców Prac Naukowych Universitas, 2009
- Elementy do portretu. Szkice o twórczości Aleksandra Wata, red. Agnieszka Czyżak, Zbigniew Kopeć, Poznań: Wydawnictwo Poznańskie, 2011
- Paszek Paweł, Aleksander Wat: forma życia. Studia o pisaniu, doświadczeniu, obecności, Katowice: Wydawnictwo Uniwersytetu Śląskiego, 2021.
- Pietrych Piotr, Aleksander Wat w Polsce powojennej (1946–1953). Teksty i konteksty, Kielce: Wydawnictwo Uniwersytetu Jana Kochanowskiego, 2011
- Żukowski Tomasz, Obrazy Chrystusa w twórczości Aleksandra Wata i Tadeusza Różewicza, Warszawa: Stowarzyszenie Pro Cultura Litteraria: Instytut Badań Literackich PAN. Wydawnictwo, 2013
- Baron-Milian Marta, Wat plus Vat. Związki literatury i ekonomii w twórczości Aleksandra Wata, Katowice: Wydawnictwo Uniwersytetu Śląskiego: Oficyna Wydawnicza Wacław Walasek, 2015
- Pietrych Piotr, O Aleksandrze Wacie – i nie tylko. Szkice historycznoliterackie, Kielce: Instytut Filologii Polskiej UJK, 2015
- Ewa Goczał, Negatywy. Poetyki apofatyczne Aleksandra Wata i Piotra Matywieckiego, Instytut Literatury, Kraków 2022, ISBN 978-83-67170-16-1